# 514
| 514                |
| ------------------ |
| Dødsfald - Fødsler |
|                    |

| Gregoriansk kalender | 514 DXIV                |
| Ab urbe condita      | 1267                    |
| Armensk kalender     | I/T                     |
| Kinesiske kalender   | 3210 – 3211 癸巳 – 甲午 |
| Etiopisk kalender    | 506 – 507               |
| Jødisk kalender      | 4274 – 4275             |
| Hindukalendere       |                         |
| - Vikram Samvat      | 569 – 570               |
| - Shaka Samvat       | 436 – 437               |
| - Kali Yuga          | 3615 – 3616             |
| Iransk kalender      | 108 BP – 107 BP         |
| Islamisk kalender    | 111 BH – 110 BH         |

Se også 514 (tal)

## Dødsfald
- 19. juli Pave Symmachus